# Hippa celaeno
Hippa celaeno is een tienpotigensoort uit de familie van de Hippidae. De wetenschappelijke naam van de soort is voor het eerst geldig gepubliceerd in 1896 door de Man.